# 1860 en littérature
| Années de la littérature : 1857 - 1858 - 1859 - 1860 - 1861 - 1862 - 1863    |
| Décennies de la littérature : 1830 - 1840 - 1850 - 1860 - 1870 - 1880 - 1890 |

Cet article présente les faits marquants de l'année 1860 en littérature.

## Essais
- Décembre : Unto This Last, essai de John Ruskin sur l'économie, parait dans le mensuel Cornhill Magazine.
- Charles Baudelaire, Les Paradis artificiels.
- L’historien suisse Jacob Burckhardt crée le concept historique de Renaissance dans un livre sur la Renaissance en Italie.
- Armorial général du Lyonnais, Forez et Beaujolais, recueil d'armoiries d'André Steyert.

## Romans
- Publication des Œuvres complètes en 41 volumes (1860-1866) de Lamartine.
- Jean de la Roche, de George Sand.
- Mémoires d'un âne, de la comtesse de Ségur.
- Le Faune de marbre, de Nathaniel Hawthorne.
- La Femme en blanc, de Wilkie Collins.
- A la veille, de Tourgueniev.
- Max Havelaar, de l’écrivain néerlandais Eduard Douwes Dekker allias Multatuli, qui dénonce l’exploitation des indigènes indonésiens par les autorités coloniales et la féodalité locale.
- Parution hebdomadaire de décembre 1860 à août 1861 dans le magazine All the Year Round du roman Les Grandes Espérances, de Charles Dickens[1].

## Nouvelles
- Premier Amour de Tourgueniev.

## Poésie
- Marceline Desbordes-Valmore : Poésies posthumes.

## Théâtre
- Eugène Labiche, Le Voyage de monsieur Perrichon
- Tragédie de l’homme, pièce d’Imre Madách.

## Principales naissances
- 29 janvier : Anton Tchekhov, nouvelliste et dramaturge russe († 15 juillet 1904).
- ? 
  - Marianne-Constance de Ganay, religieuse et écrivaine française († 1931).

## Principaux décès
- 29 janvier : Ernst Moritz Arndt, écrivain et poète allemand (° 26 décembre 1769).